# Brigitte Haas
Brigitte Haas (ur. 27 grudnia 1964) – liechtensteińska prawniczka, działaczka gospodarcza i polityk, dyrektor zarządzająca liechtensteińskiej izby przemysłowo-handlowej (LIHK), działaczka Unii Patriotycznej (VU), od 10 kwietnia 2025 premier Liechtensteinu.

## Życiorys
Wychowała się w Schaan, gdzie jej rodzice prowadzili działalność gospodarczą związaną z ceramiką. Ukończyła studia prawnicze na Uniwersytecie Zuryskim. Z zawodu prawniczka, pracowała w administracji publicznej, zawodowo również związana z liechtensteińską izbą przemysłowo-handlową. Od 2004 pełniła funkcję zastępczyni dyrektora zarządzającego LIHK. W 2019 została powołana na dyrektora zarządzającego tej instytucji. Była tymczasowym prezesem instytucji kulturalnej TAK oraz członkinią zarządu stowarzyszenia historycznego Historischer Verein FL. Wchodziła w skład komitetu konsultacyjnego do spraw EOG i EFTA.
Związana z Unią Patriotyczną; do 2024 odmawiała ubiegania się o funkcje publiczne. Przed wyborami w 2025 VU ogłosiła, że Brigitte Haas została kandydatką ich partii na stanowisko premiera. Jej głównym rywalem był Ernst Walch z koalicyjnej Postępowej Partii Obywatelskiej (FBP). W kampanii wyborczej prezentowała się jako osoba stonowana i spokojna, co kontrastowało z ekstrawertycznymi działaniami jej kontrkandydata. Wybory z 9 lutego 2025 zakończyły się zwycięstwem Unii Patriotycznej, która uzyskała 10 mandatów w 25-osobowym Landtagu. Brigitte Haas stała się tym samym pretendentką do objęcia urzędu premiera. 10 kwietnia 2025 została wybrana przez Landtag na stanowisko premiera, które objęła tego samego dnia. Stała się pierwszą kobietą kierującą rządem Liechtensteinu.

## Życie prywatne
Zamężna z architektem Hubertem Ospeltem. Krewna arcybiskupa Vaduz Wolfganga Haasa.